# Campoletis raptor
Campoletis raptor là một loài tò vò trong họ Ichneumonidae.